# Synagoga Meleches Henoch we Lwowie
Synagoga Meleches Henoch we Lwowie – synagoga znajdująca się we Lwowie w podwórzu budynku przy ulicy Berka Joselowicza 8.
Synagoga została zbudowana w 1924 roku. Podczas II wojny światowej, po wkroczeniu wojsk niemieckich do Lwowa w 1941 roku, synagoga została zdewastowana.